# Vaisal, Bolgrad
Vaisal (în bulgară Вайсал, în ucraineană Василівка) este localitatea de reședință a comuna Vaisal din raionul Bolgrad, regiunea Odesa, Ucraina. Are 3,902 locuitori, preponderent bulgari.
Satul este situat la o altitudine de 41 metri, în partea central-sudică a raionului Bolgrad. El se află la o distanță de 16 km sud-est de centrul raional Bolgrad. Prin această localitate trece drumul național Reni-Odesa. Teritoriul acestei localități este traversat de râul Tașbunar, care se varsă în Lacul Catalpug.
Până în anul 1944 satul a purtat denumirea oficială de Vaisal (în ucraineană Вайсалы sau Вайсал), în acel an el fiind redenumit Vasilîvka.

## Istoric
Prin Tratatul de pace de la București, semnat pe 16/28 mai 1812, între Imperiul Rus și Imperiul Otoman, la încheierea războiului ruso-turc din 1806 – 1812, Rusia a ocupat teritoriul de est al Moldovei dintre Prut și Nistru, pe care l-a alăturat Ținutului Hotin și Basarabiei/Bugeacului luate de la turci, denumind ansamblul Basarabia (în 1813) și transformându-l într-o gubernie împărțită în zece ținuturi (Hotin, Soroca, Bălți, Orhei, Lăpușna, Tighina, Cahul, Bolgrad, Chilia și Cetatea Albă, capitala guberniei fiind stabilită la Chișinău).
Pentru a-și consolida stăpânirea asupra Basarabiei, autoritățile țariste au sprijinit începând din anul 1812 stabilirea în sudul Basarabiei a familiilor de imigranți bulgari din sudul Dunării, aceștia primind terenuri de la ocupanții ruși ai Basarabiei. În perioada 1829-1830 a avut loc un exod în masă al bulgarilor din satul Vaisal (aflat astăzi în Tracia de Est, Vilaietul Adrianopol, Turcia) în partea de sud a Basarabiei. În aprilie 1830, 206 de familii (1.001 persoane) din Vaisal sosesc în Basarabia  și fondează un sat cu aceeași denumire cu satul de proveniență (Vaisal).
În urma Tratatului de la Paris din 1856, care încheia Războiul Crimeii (1853-1856), Rusia a retrocedat Moldovei o fâșie de pământ din sud-vestul Basarabiei (cunoscută sub denumirea de Cahul, Bolgrad și Ismail). În urma acestei pierderi teritoriale, Rusia nu a mai avut acces la gurile Dunării. În urma Unirii Moldovei cu Țara Românească din 1859, acest teritoriu a intrat în componența noului stat România (numit până în 1866 "Principatele Unite ale Valahiei și Moldovei").
În 1864 a fost construită în sat biserica "Sf. Ilie". În urma Tratatului de pace de la Berlin din 1878, România a fost constrânsă să cedeze Rusiei sudul Basarabiei.
În 1900 a fost deschisă școala din sat. În ianuarie 1918, activiștii bolșevici au preluat conducerea în sat. Intervenția armatei române a dus la înăbușirea rebeliunii bolșevice.
După Unirea Basarabiei cu România la 27 martie 1918, satul Vaisal a făcut parte din componența României, în Plasa Bolgrad a județului Ismail. Pe atunci, majoritatea populației era formată din români, existând și o comunitate de bulgari. La recensământul din 1930, s-a constatat că din cei 3.961 locuitori din sat, 3.167 erau români (79.95%), 741 bulgari (18.71%), 7 ruși, 4 evrei și 3 sârbi. Situația realizată de Comitetul Executiv Județean Ismail la 1 ianuarie 1940 arăta o schimbare a ponderii grupurilor etnice din Vaisal. Astfel, din cei 4.596 locuitori ai satului, 4.559 erau bulgari (99.19%), 19 ruși, 12 români și 6 evrei.
În perioada interbelică, satul s-a aflat în aria de interes a activiștilor bolșevici din URSS, aici funcționând un comitet revoluținar clandestin. Mai mulți săteni au participat la Răscoala de la Tatarbunar din 1924, organizată de bolșevicii din URSS. După înăbușirea răscoalei au fost arestați 16 localnici, mai multe persoane fiind condamnate de către tribunalul militar. În 1930, poliția a destrămat organizația clandestină bolșevică, iar membrii acesteia au fost arestați.
Ca urmare a Pactului Ribbentrop-Molotov (1939), Basarabia, Bucovina de Nord și Ținutul Herța au fost anexate de către URSS la 28 iunie 1940. După ce Basarabia a fost ocupată de sovietici, Stalin a dezmembrat-o în trei părți. Astfel, la 2 august 1940, a fost înființată RSS Moldovenească, iar părțile de sud (județele românești Cetatea Albă și Ismail) și de nord (județul Hotin) ale Basarabiei, precum și nordul Bucovinei și Ținutul Herța au fost alipite RSS Ucrainene. La 7 august 1940, a fost creată regiunea Ismail, formată din teritoriile aflate în sudul Basarabiei și care au fost alipite RSS Ucrainene .
În perioada 1941-1944, toate teritoriile anexate anterior de URSS au reintrat în componența României. În timpul războiului, au operat în sat o organizație de partizani, din care făceau parte membrii Comsomolului, Nikita Șușulkov, V.I. Șerban, L.F. Kolpachi, G.V. Cunev și alții. Apoi, cele trei teritorii au fost reocupate de către URSS în anul 1944 și integrate în componența RSS Ucrainene, conform organizării teritoriale făcute de Stalin după anexarea din 1940, când Basarabia a fost ruptă în trei părți.
În anul 1944, autoritățile sovietice au schimbat denumirea oficială a satului din cea de Vaisal în cea de Vasilîvka. În anul 1954, Regiunea Ismail a fost desființată, iar localitățile componente au fost incluse în Regiunea Odesa.
Începând din anul 1991, satul Vaisal face parte din raionul Bolgrad al regiunii Odesa din cadrul Ucrainei independente. În prezent, satul are 3.902 locuitori, preponderent bulgari.

## Economie
Locuitorii satului Vaisal se ocupă în principal cu agricultura. Se cultivă cereale. În localitate a fost înființată și o fermă specializată în producția de lapte.

## Personalități
- Elena Alistar (1873-1955) - medic și om politic român, care a făcut parte din Sfatul Țării din Basarabia, fiind unica femeie din această instituție. La 27 martie 1918 a votat Unirea Basarabiei cu România.

## Demografie
Componența lingvistică a comunei Vaisal
     Bulgară (95,45%)
     Rusă (1,85%)
     Ucraineană (1,75%)
     Alte limbi (0,49%)
Conform recensământului din 2001, majoritatea populației comunei Vaisal era vorbitoare de bulgară (95,45%), existând în minoritate și vorbitori de rusă (1,85%) și ucraineană (1,75%).
1930: 3.961 (recensământ) 
1940: 4.596 (estimare)
2001: 4.065 (recensământ)
2009: 3.902 (estimare)

## Obiective turistice
- Monumentul lui V.I. Lenin
- Monumentul lui Karl Marx